# Pochette de Sgt. Pepper's Lonely Hearts Club Band

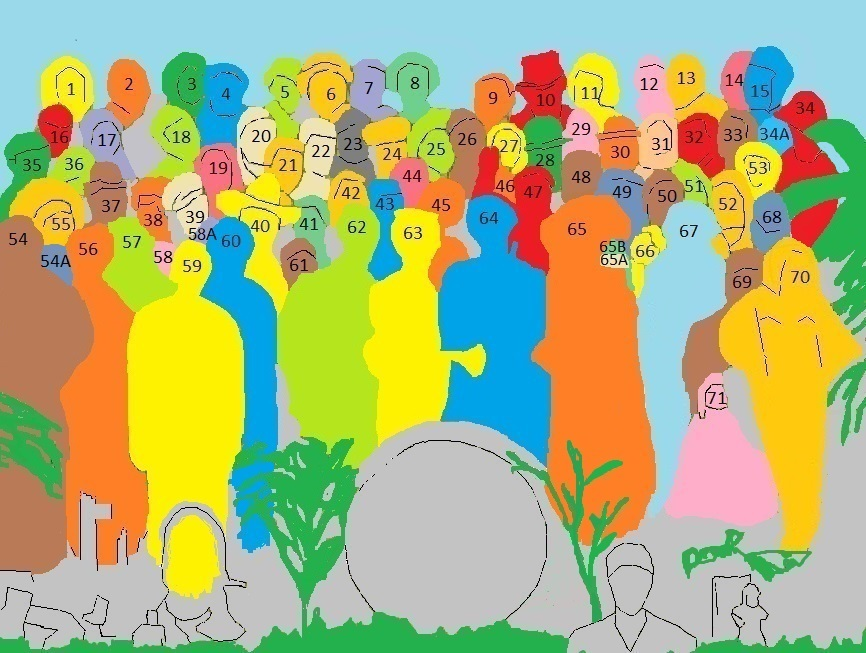
Identification des personnages.

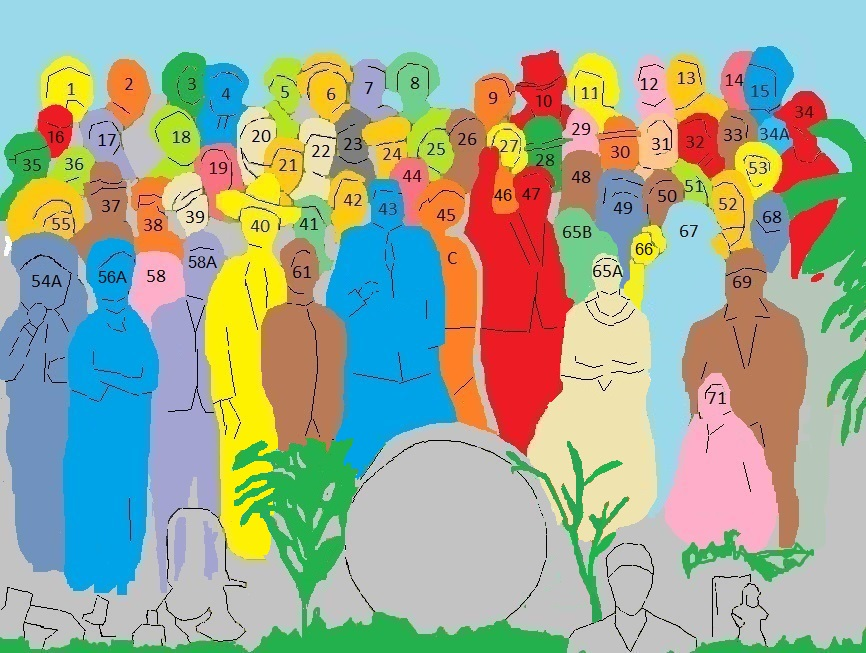
Identification des personnes, les Beatles en chair et en os, ainsi que la plupart des statues de cire ont été supprimés, faisant ainsi réapparaître des figures cachées.

La pochette de Sgt. Pepper's Lonely Hearts Club Band représente diverses personnes autour des quatre Beatles en chair et en os : 57 personnages sont représentés par des photos et 9 par des statues de cire, parmi lesquelles les quatre Beatles.

## Liste des personnes sur la pochette
Les personnages identifiés sur la pochette de l'album sont indiqués par un numéro ; toutefois deux d'entre eux ont été effacés.

Les personnages non identifiés sur la pochette de l'album, mais dont l'identité a pu être retrouvée sont indiqués par un numéro et une lettre. Ces photos sont partiellement ou totalement cachées par les Beatles eux-mêmes, par des statues et l'une d'elles est sous-exposée. Toutefois un personnage n'a toujours pas été identifié. Les recherches pour trouver ces identités sont basées sur d'autres photos prises le même jour.

## Autres personnages non utilisés
- (C) Adolf Hitler; a été retiré et remplacé[4],[5],[6] (par Johnny Weissmuller).
- Jésus-Christ [4]; a été refusé par la maison de disque.
- Elvis Presley, chanteur[4]; n'a pas été utilisé.
- Cow-boy, visible sur les photos de certaines rééditions.